# Nick Willis
Pour les articles homonymes, voir Willis.
Nicholas Ian Willis (né le 25 avril 1983 à Lower Hutt) est un athlète néo-zélandais, spécialiste des courses de demi-fond, et notamment du 1 500 mètres.

## Biographie
Nick Willis a terminé 3e de la finale du 1 500 m aux Jeux olympiques d'été de 2008. À la suite de la disqualification du Bahreïnien Rachid Ramzi, vainqueur de l'épreuve et contrôlé positif à l'EPO-CERA lors d'un contrôle antidopage du CIO, il se voit décerner la médaille d'argent. 
En 2012, lors du meeting Herculis à Monaco comptant pour la Ligue de diamant, Nick Willis termine 3e du 1 500 mètres en 3 min 30 s 35, nouveau record d'Océanie. Le précédent record appartenait à l'Australien Ryan Gregson en 3 min 31 s 06,.
Le 20 mars 2016, Willis remporte la médaille de bronze des championnats du monde en salle de Portland en 3 min 44 s 37, devancé par l'Américain Matthew Centrowitz (3 min 44 s 22) et le Tchèque Jakub Holuša (3 min 44 s 30). Le 16 août, au terme d'une course très lente et tactique, Nick Willis parvient à décrocher la médaille de bronze des Jeux olympiques de Rio, la 2e de sa carrière. Il est devancé par l'Américain Matthew Centrowitz et l'Algérien Taoufik Makhloufi.
Il a été décoré du New Zealand Order of Merit.

## Palmarès
| Date | Compétition                    | Lieu           | Résultat | Temps         |
| ---- | ------------------------------ | -------------- | -------- | ------------- |
| 2002 | Championnats du monde juniors  | Kingston       | 4e       | 3 min 42 s 69 |
| 2006 | Jeux du Commonwealth           | Melbourne      | 1er      | 3 min 38 s 49 |
| 2006 | Coupe du monde des nations     | Athènes        | 3e       | 3 min 54 s 76 |
| 2007 | Championnats du monde          | Osaka          | 10e      | 3 min 36 s 13 |
| 2008 | Championnats du monde en salle | Valence        | finale   | DQ            |
| 2008 | Jeux olympiques                | Pékin          | 2e       | 3 min 34 s 16 |
| 2008 | Finale mondiale                | Stuttgart      | 3e       | 3 min 38 s 22 |
| 2010 | Jeux du Commonwealth           | New Delhi      | 3e       | 3 min 42 s 38 |
| 2011 | Championnats du monde          | Daegu          | 12e      | 3 min 38 s 69 |
| 2012 | Jeux olympiques                | Londres        | 9e       | 3 min 36 s 94 |
| 2014 | Championnats du monde en salle | Sopot          | finale   | DQ            |
| 2014 | Jeux du Commonwealth           | Glasgow        | 3e       | 3 min 39 s 60 |
| 2015 | Championnats du monde          | Pékin          | 6e       | 3 min 35 s 46 |
| 2016 | Championnats du monde en salle | Portland       | 3e       | 3 min 44 s 37 |
| 2016 | Jeux olympiques                | Rio de Janeiro | 3e       | 3 min 50 s 24 |
| 2017 | Championnats du monde          | Londres        | 8e       | 3 min 36 s 82 |
| 2018 | Jeux du Commonwealth           | Gold Coast     |          |               |

## Records
| Épreuve      | Épreuve      | Performance        | Lieu       | Date            |
| ------------ | ------------ | ------------------ | ---------- | --------------- |
| 1 500 mètres | En plein air | 3 min 29 s 66 (AR) | Monaco     | 17 juillet 2015 |
| 1 500 mètres | En salle     | 3 min 35 s 80 (AR) | Birmingham | 20 février 2010 |